# Temporada de ciclones no Pacífico Sul de 2021-2022
A temporada de ciclones do Pacífico Sul de 2021–22 é o período do ano em que a maioria dos ciclones tropicais se forma no Oceano Pacífico Sul a leste de 160°. A temporada começou oficialmente em 1º de novembro de 2021 e terminou em 30 de abril de 2022; no entanto, um ciclone tropical pode se formar a qualquer momento entre 1 de julho de 2021 e 30 de junho de 2022 e contará para o total da temporada. Durante a temporada, os ciclones tropicais foram monitorados oficialmente pelo Centro Meteorológico Especializado Regional (RSMC) em Nadi, Fiji e os Centros de Alerta de Ciclone Tropical em Melbourne, Austrália e Wellington, Nova Zelândia. As Forças Armadas dos Estados Unidos, por meio do Joint Typhoon Warning Center (JTWC), também monitoraram a bacia e emitem avisos não oficiais para os interesses americanos. RSMC Nadi atribui um número e um sufixo F às perturbações tropicais que se formam ou se movem para a bacia, enquanto o JTWC designa ciclones tropicais significativos com um número e um sufixo P. RSMC Nadi, TCWC Wellington e TCWC Melbourne usam a Escala de Intensidade do Ciclone Tropical Australiano e estimam a velocidade do vento em um período de dez minutos, enquanto o JTWC estimou ventos sustentados em um período de 1 minuto, que são subsequentemente comparados com o vento do furacão Saffir-Simpson escala (SSHWS).

## Previsões sazonais
| Fonte/Recorde               | Ciclone Tropical | Ciclone Tropical Severo | Ref   |
| --------------------------- | ---------------- | ----------------------- | ----- |
| Recorde alto:               | 1997–98: 16      | 1982–83: 10             | [ 1 ] |
| Recorde baixo:              | 1990–91: 2       | 2008–09: 0              | [ 1 ] |
| Média (1969-70 - 2019-20):  | 7                | 3                       | [ 2 ] |
| NIWA outubro                | 9–12             | 3–4                     | [ 3 ] |
| Fiji Meteorological Service | 4–6              | 1–3                     | [ 4 ] |
| Atividade atual             | 6                | 2                       |       |

Na véspera do início oficial da temporada de ciclones, o Serviço Meteorológico de Fiji (FMS), o Escritório Australiano de Meteorologia (BoM), o Serviço Meteorológico Nova Zelândia o Instituto Nacional de Água e Pesquisa Atmosférica (NIWA) e de vários outros serviços meteorológicos do Pacífico contribuíram para a atualização da Previsão Climática de Ciclones Tropicais e Ilhas, que foi publicado em outubro de 2021. A previsão teve em conta as condições neutras da ENSO observadas na região do Pacífico e em épocas semelhantes, durante a época, observaram-se condições INSO e El Nino neutras. A previsão previa um número quase médio de ciclones tropicais na temporada de 2021-22, com nove a doze ciclones tropicais nomeados previstos para ocorrer entre 135° de longitude leste e 120° de longitude oeste, em comparação com uma média de pouco mais de 10. Esperava-se que pelo menos quatro ciclones tropicais se intensificassem e se tornassem ciclones tropicais severos, enquanto se observou que um forte ciclone tropical de categoria 5 poderia ocorrer durante a temporada.
Para além de contribuírem para as previsões da atualização climática das ilhas, o FMS e o BOM publicaram as suas próprias previsões sazonais para a região do Pacífico Sul. O BoM publicou duas previsões sazonais para o Pacífico Sul, para as suas regiões independentes a leste e a oeste do Pacífico Sul. Eles previram que na região ocidental entre 142,5° longitude leste e 165° longitude leste, a probabilidade de que a atividade exceda a média de 4 ciclones tropicais é de 59%. A especificação também previu que na região oriental entre 165° longitude leste e 120° longitude oeste, a probabilidade de que a atividade excederá a média de 6 ciclones tropicais é de 46%. como parte de sua previsão, o FMS previu que quatro a seis ciclones tropicais ocorreriam na bacia, em comparação com uma média de cerca de 7. esperava-se que pelo menos um destes ciclones tropicais se intensificasse e se tornasse um ciclone tropical grave de categoria 3 ou superior.

## Resumo sazonal
A temporada começou em meados de dezembro de 2021 com a chegada de Ciclone Ruby na região da Austrália como um ciclone tropical de categoria 2, antes de atingir a Nova Caledônia e se dissipar. O distúrbio tropical 02F desenvolveu-se no final do mesmo mês entre Vanuatu e Fiji e moveu-se para o oeste em direção à Nova Caledônia antes de se dissipar. Em janeiro, formou-se o distúrbio tropical 03F, que mais tarde se tornaria Ciclone tropical severo Cody. Cody então se moveu para perto de Fiji antes de se mover para o sul novamente e enfraquecer. Mais três sistemas se formariam mais tarde durante o mês, com o primeiro sistema, 04F, tornando-se uma depressão tropical à medida que se movia para o oeste antes de enfraquecer. O segundo sistema, 05F, desenvolveu-se entre as Ilhas Cook do sul e a Polinésia Francesa e permaneceu como uma perturbação tropical. O terceiro sistema, 06F, formou-se entre Vanuatu e a Nova Caledônia e também permaneceu um distúrbio tropical enquanto se movia para o sudeste.
Em fevereiro, a baixa tropical 16U moveu-se sobre a bacia da região australiana e foi redesignado como distúrbio tropical 07F. Permaneceu como um distúrbio enquanto se movia para sudeste. A baixa tropical 18U também se moveria sobre a bacia e seria redesignado como 08F. 08F mais tarde se tornaria Ciclone tropical severo Dovi, o ciclone mais forte da temporada. Mais tarde, Dovi afetaria a Nova Zelândia como um ciclone extratropical. No final do mesmo mês, o distúrbio tropical 09F se formaria perto da Nova Caledônia e se intensificaria no ciclone tropical Eva. O ciclone tropical Fili se formaria mais tarde no mês de abril, atingindo o pico como um ciclone tropical de categoria 2 antes de se mover perto da Nova Caledônia e se dissipar, e o ciclone tropical Gina se formaria fora da temporada, no mês de maio, atingindo o pico como ciclone tropical de categoria 1 antes de se dissipar.

## Sistemas

### Ciclone tropical Ruby
Em 13 de dezembro, o ciclone tropical Ruby saiu da região marítima australiana para a bacia de Fiji, como um ciclone tropical de categoria 2 na escala australiana. Mais tarde no mesmo dia, atingiu a Nova Caledônia, e enfraqueceu quando saiu fora de terra. A FMS rebaixou Ruby para um ciclone tropical de Categoria 1, e a JTWC emitiu o seu boletim final pouco tempo depois. O sistema cruzou a área de responsabilidade do MetService, onde se tornou um ciclone extratropical em 15 de dezembro.

### Distúrbio tropical 02F
Em 17 de dezembro, o FMS informou que a distúrbio tropical 02F havia se desenvolvido em uma área de baixo cisalhamento vertical, a cerca de 625 km a nordeste de Porto Vila, em Vanuatu. Convecção profunda associada ao sistema persistiu em uma linha de convergência, longe do centro de circulação de baixo nível dos sistemas. Em 20 de dezembro a FMS emitiu o seu boletim final.

### ciclone tropical severa Cody
Em 5 de janeiro, o FMS informou que um distúrbio tropical havia se desenvolvido. foi designado como 03F.
03F causou chuvas fortes em Fiji como uma depressão tropical, levando a inundações e danos à infraestrutura. 4.000 pessoas tiveram que ser evacuadas de suas casas. Em 10 de janeiro, um homem se afogou em Fiji enquanto tentava atravessar um rio inundado. No mesmo dia, o sistema foi atualizado para um ciclone tropical de categoria 1 pelo FMS, recebendo o nome Cody. O Joint Typhoon Warning Center também atualizou o sistema para uma tempestade tropical. Enquanto o FMS registrou uma intensidade de pico de 130 km/h, o JTWC registrou apenas uma intensidade de pico de 95 km/h.

### Depressão tropical 04F
A perturbação tropical 04F formou-se em 15 de janeiro e sua posição foi notada pela última vez em 18 de janeiro como uma depressão tropical.

### Distúrbio tropical 05F
O distúrbio tropical 05F formou-se em 19 de janeiro e se dissipou em 22 de janeiro.

### Distúrbio tropical 06F
Durante 28 de janeiro, o FMS começou a monitorar uma perturbação tropical, que se desenvolveu a cerca de 185 km a oeste de Port Villa em Vanuatu, sendo designado como 06F.  06F foi anotado pela última vez em 30 de janeiro.

### Distúrbio tropical 07F
Em 3 de fevereiro, a baixa tropical 16U entrou na bacia e foi reclassificado como disturbio tropical, designado 07F pelo FMS. 07F foi observado pela última vez em 7 de fevereiro, perto da Nova Caledônia.

### ciclone tropical severa Dovi
Em 6 de fevereiro, a baixa tropical 18U entrou na bacia e foi reclassificado como distúrbio tropical 08F pelo FMS. No dia seguinte, 7 de fevereiro, o JTWC começou a rastrear o sistema e o designou como Invest 92P, pois estava localizado a aproximadamente 180 nmi (330 km) longe de Porto Vila.  A agência deu uma baixa chance de potencial ciclogênese nas próximas 24 horas. Em 8 de fevereiro, foi atualizado para uma depressão tropical pela FMS. No dia seguinte, o JTWC foi atualizado para ciclone tropical e o FMS informou que a depressão havia se desenvolvido em um ciclone tropical de categoria 1 na escala australiana e o nomeou Dovi.
Durante 10 de fevereiro, Dovi continuou a se mover para o sul-sudoeste e passou pela Nova Caledônia, onde se tornou lento e se intensificou em um sistema de categoria 2. O FMS informou que o sistema se intensificou para um ciclone tropical severo de categoria 3, com ventos sustentados de 10 minutos de 65 kn (120 km/h; 75 mph) enquanto o JTWC relatou que Dovi havia se tornado equivalente a um sistema de Categoria 1 na Escala de furacões de Saffir-Simpson (SSHWS) quando um olho definido começou a clarear em imagens de satélite infravermelho.

### Ciclone tropical Eva
Em 26 de fevereiro,um distúrbio tropical se formou e foi designado como 09F pelo FMS; intensificou-se para uma depressão tropical no dia seguinte. Em 3 de março, o JTWC atualizou o sistema em um ciclone tropical e o identificou como 18P. No final de fevereiro e início de março os remanescentes do ciclone intensificaram a chuva durante as cheias da Austrália Oriental de 2022.

### Ciclone tropical Fili
Durante 3 de abril, a FMS e a BoM começaram a monitorizar o Distúrbio Tropical 10F/31U, que se tinha desenvolvido cerca de 410 km a noroeste de Port Vila em Vanuatu. No dia seguinte, num boletim não oficial, a JTWC classificou o sistema como um "ciclone tropical", quando atingiu 35 nós na escala de Saffir-Simpson.

### Ciclone tropical Gina
Durante 16 de Maio, a FMS relatou que o distúrbio tropical 11F se tinha desenvolvido, cerca de 600 km a nordeste de Port Vila, Vanuatu. Nessa altura, o sistema tinha um amplo centro de circulação de baixo nível, que tinha ventos fracos de 10-20 km/h associados a ele. No dia seguinte, a convecção atmosférica consolidou-se sobre o centro de circulação de baixo nível, dentro de um ambiente favorável para um maior desenvolvimento, com um caudal de saída robusto, ventos verticais de baixa moderação e temperaturas quentes à superfície do mar de cerca de 29-30 °C. Como resultado, o JTWC emitiu um alerta de formação de ciclone tropical (TCFA) sobre a perturbação e avisou que havia um elevado potencial para que a perturbação se transformasse num ciclone tropical, uma vez que se deslocou para sudoeste em direcção a Vanuatu. O FMS relatou subsequentemente que a perturbação se tinha transformado numa depressão tropical, enquanto se situava a cerca de 435 km a nordeste de Port Vila. O JTWC cancelou subsequentemente o TCFA durante 18 de maio, após a depressão ter deslocado para oeste da sua pista para sudoeste, para uma área de cisalhamento de vento vertical elevado, enquanto a sua circulação de baixo nível ficou totalmente exposta e desacoplada do seu central denso profundo.
Mais tarde nesse dia, o JTWC iniciou os conselhos sobre a depressão e designou-a como Ciclone Tropical 26P, depois de uma nova área de convecção atmosférica ter começado a crescer e a expandir-se sobre a circulação de baixo nível. O FMS relatou subsequentemente que a depressão se tinha transformado num ciclone tropical de categoria 1 e chamou-lhe Gina, após ventos de 75 km/h terem sido observados perto do centro do sistema. O sistema recentemente nomeado lutou subsequentemente para superar os efeitos do chisalhamento vertical e manter uma convecção atmosférica profunda e persistente, à medida que se movia para sudoeste ao longo da crista subtropical de alta pressão.
Chuvas fortes associadas a Gina causaram inundações em várias partes de Vanuatu, incluindo no Aeroporto de Bauerfield, em Port Vila, que causaram o cancelamento de voos domésticos e internacionais.

### Outros sistemas

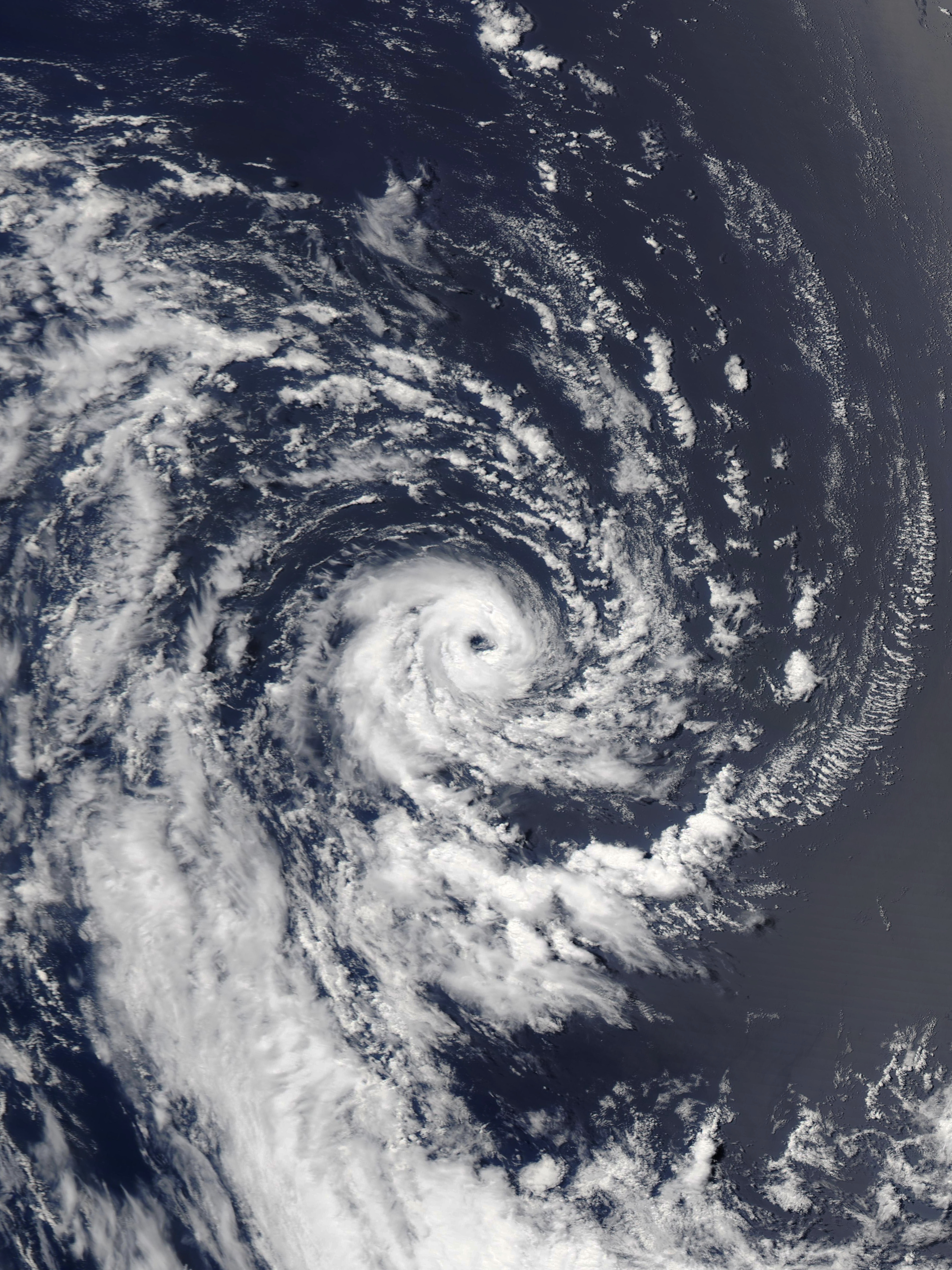
A tempestade subtropical em 12 de janeiro de 2022

A 13 de Janeiro de 2022, o Centro de Previsão do Tempo (WPC) registou uma tempestade subtropical perto dos 34S 89W. A pequena tempestade dissipou-se no dia seguinte. Semelhante às tempestades anteriores que se formaram nesta região, foi denominada não oficialmente Humberto pelos investigadores.

## Nomes das tempestades
Dentro do Pacífico Sul, considera-se que uma depressão tropical atingiu uma intensidade de ciclone tropical se atingir ventos de 65 km/h (40 mph) e é evidente que estão a ocorrer ventos fortes pelo menos a meio caminho do centro. Com as depressões tropicais a intensificarem-se num ciclone tropical entre o Equador e 25°S e entre 160°E - 120°W nomeado pelo FMS. Contudo, se uma depressão tropical se intensificar a sul de 25°S entre 160°E e 120°W, será nomeada em conjunto com o FMS pela MetService. Se um ciclone tropical sair da bacia e entrar na região australiana, manterá o seu nome original. Os nomes que foram utilizados para a época 2021-22 são os seguintes:
| - Cody | - Dovi | - Eva | - Fili | - Gina |

Se um ciclone tropical entrar na bacia do Pacífico Sul vindo da bacia da região australiana (a oeste de 160° L), manterá o nome atribuído a ele pelo Bureau of Meteorology. As seguintes tempestades foram nomeadas desta maneira:
- Ruby

## Efeitos sazonais
Esta tabela lista todas as tempestades que se desenvolveram no Pacífico Sul a leste da longitude 160° L durante a temporada de 2021–22. Inclui sua intensidade na escala de intensidade de ciclones tropicais australianos, duração, nome, ocorrências, mortes e danos. Todos os dados são retirados do RSMC Nadi e/ou TCWC Wellington, e todos os números de danos divulgados em 2021 ou 2022 são em dólares norte americanos (USD).
| Nome                | Datas ativo                                 | Classificação máxima                | Velocidade de vento sustentados | Pressão              | Áreas afetadas                                         | Danos (USD)  | Fatalidades | Refs   |
| ------------------- | ------------------------------------------- | ----------------------------------- | ------------------------------- | -------------------- | ------------------------------------------------------ | ------------ | ----------- | ------ |
| Ruby                | 13 – 14 de dezembro                         | Ciclone tropical categoria 2        | 110 km/h (70 mph)               | 975 hPa (28.8 inHg)  | Nova Caledónia                                         | Nenhum       | Nenhum      |        |
| 02F                 | 17 – 20 de dezembro                         | Distúrbio tropical                  | Não definido                    | 1004 hPa (29.6 inHg) | Nenhum                                                 | Nenhum       | Nenhum      |        |
| Cody                | 5 – 13 de janeiro                           | Ciclone tropical severo categoria 3 | 130 km/h (80 mph)               | 971 hPa (28.7 inHg)  | Fiji                                                   | Desconhecido | 1           |        |
| 04F                 | 15 – 18 de janeiro                          | Depressão tropical                  | Não definido                    | 999 hPa (29.5 inHg)  | Cook Islands, Niue                                     | Nenhum       | Nenhum      |        |
| 05F                 | 19 – 22 de janeiro                          | Distúrbio tropical                  | Não definido                    | 999 hPa (29.5 inHg)  | Nenhum                                                 | Nenhum       | Nenhum      |        |
| 06F                 | 28 – 30 de janeiro                          | Distúrbio tropical                  | Não definido                    | 1001 hPa (29.6 inHg) | Nova Caledónia                                         | Nenhum       | Nenhum      |        |
| 07F                 | 3 – 7 de fevereiro                          | Distúrbio tropical                  | Não definido                    | 998 hPa (29.5 inHg)  | Nenhum                                                 | Nenhum       | Nenhum      |        |
| Dovi                | 6 – 12 de fevereiro                         | Ciclone tropical severo categoria 4 | 175 km/h (110 mph)              | 940 hPa (28 inHg)    | Vanuatu, Nova Caledónia, Norfolk Island, Nova Zelândia | $80 000 000  | 1           | [ 33 ] |
| Eva                 | 26 de fevereiro – 5 de março                | Ciclone tropical categoria 1        | 65 km/h (40 mph)                | 995 hPa (29.4 inHg)  | Vanuatu, Nova Caledónia                                |              | Nenhum      |        |
| Fili                | 3 – 9 de abril de 2022                      | Ciclone tropical categoria 2        | 110 km/h (70 mph)               | 977 hPa (28.9 inHg)  | Nova Caledónia                                         |              | Nenhum      |        |
| Gina                | 16 – 21 de maio de 2022                     | Ciclone tropical categoria 1        | 75 km/h (45 mph)                | 998 hPa (29.5 inHg)  | Vanuatu, Nova Caledónia                                |              | Nenhum      |        |
| Totais da temporada |                                             |                                     |                                 |                      |                                                        |              |             |        |
| 11 sistemas         | 13 de dezembro de 2021 – 21 de maio de 2022 |                                     | 175 km/h (110 mph)              | 940 hPa (28 inHg)    |                                                        | >$80 000 000 | 2           |        |